# Khānūk
Khānūk (persiska: خانوک, Khānūq) är en ort i Iran.   Den ligger i provinsen Kerman, i den centrala delen av landet, 800 km sydost om huvudstaden Teheran. Khānūk ligger 1 961 meter över havet och antalet invånare är 3 582.
Terrängen runt Khānūk är huvudsakligen kuperad, men åt sydväst är den platt.Runt Khānūk är det glesbefolkat, med 13 invånare per kvadratkilometer. Närmaste större samhälle är Chatrūd, 18,1 km sydost om Khānūk. Trakten runt Khānūk är ofruktbar med lite eller ingen växtlighet.